# Calder Park Raceway

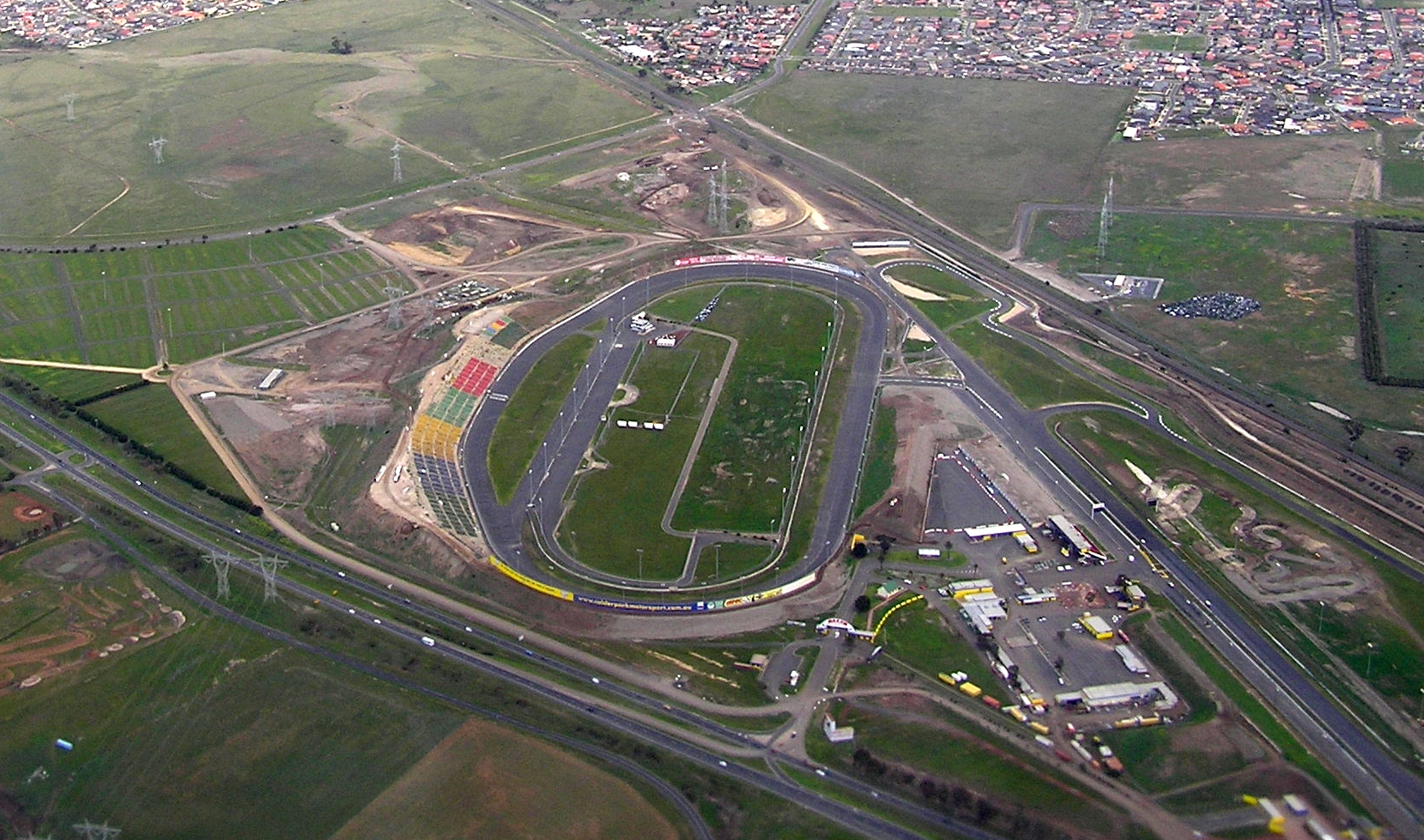
Vista aérea do autódromo.

O Calder Park Raceway é um autódromo localizado em Keilor, no estado de Vitória, na Austrália, o complexo inclui um circuito oval (chamado de Thunderdome, um circuito misto com vários traçados possíveis e uma reta para arrancadas.
O circuito foi construído em 1962 no formato misto com 1,609 km de comprimento (1 milha), recebeu o Grande Prêmio da Austrália de 1980 da Fórmula 1, passou por uma ampliação em 1986 para 2,280 km. O oval Thunderdome foi construído em 1987, sendo uma versão menor do Charlotte Motor Speedway, em 1988 recebeu uma etapa da NASCAR sendo a primeira fora dos Estados Unidos, o oval foi utilizado pela AUSCAR até 2001.